# Rondonops xanthomystax
Espèce
Rondonops xanthomystax est une espèce de sauriens de la famille des Gymnophthalmidae.

## Répartition
Cette espèce est endémique du Brésil. Elle se rencontre au Pará et en Amazonas.

## Publication originale
- Colli, Hoogmoed, Cannatella, Cassimiro, Gomes, Ghellere, Sales-Nunes, Pellegrino, Salerno, Marques de Souza & Rodrigues, 2015 : Description and phylogenetic relationships of a new genus and two new species of lizards from Brazilian Amazonia, with nomenclatural comments on the taxonomy of Gymnophthalmidae (Reptilia: Squamata). Zootaxa, no 4000 (4), p. 401–427.